# Fontenay-Torcy
Fontenay-Torcy település Franciaországban, Oise megyében. Lakosainak száma 144 fő (2022. január 1.). Fontenay-Torcy Bazancourt, Ernemont-Boutavent, Héricourt-sur-Thérain, Sully és Villers-Vermont községekkel határos.

## Népesség
A település népességének változása:
| Lakosok száma | 132  | 125  | 124  | 131  | 139  | 146  | 147  | 144  |
|               | 2013 | 2015 | 2017 | 2018 | 2019 | 2020 | 2021 | 2022 |